# Nice is Nice
 (septembre 2016).
Pour plus de détails, voir Fiche technique et Distribution.
Nice is Nice est un film documentaire français réalisé par Jean-Pierre Mocky, sorti en 1987.
Le cinéaste y évoque la ville de Nice où il a vécu enfant, au Mont-Boron.

## Synopsis
Deux touristes étrangers déambulent dans la ville de Nice, à pied ou dans une voiture décapotable. Le film évoque l'histoire architecturale de Nice entre 1880 et 1914, le tourisme aristocratique, les villas, les grands hôtels,,.

## Fiche technique
- Titre : Nice is Nice
- Réalisation : Jean-Pierre Mocky
- Assistant-réalisateur : Jean-Philippe Bonnet
- Photographie : William Lubtchansky
- Montage : Jean-Pierre Mocky et Nathalie Hubert
- Son : Jack Jullian
- Producteur délégué : Virginie Herbin
- Sociétés de production : Musée d'Orsay (Paris) et Koala Films
- Pays d'origine :  France
- Format : Couleur
- Genre : Film documentaire
- Durée : 14 minutes
- Date de sortie : 1987

## Distribution
- Jean Abeillé : Mister Smith
- Christian Chauvaud : Signor Rosetti